# Conclave del 1830-1831
Il conclave del 1830-1831 venne convocato a seguito della morte del papa Pio VIII,  avvenuta a Roma il 30 novembre 1830. Si svolse al Palazzo del Quirinale dal 14 dicembre 1830 al 2 febbraio 1831, e, dopo ottantatré scrutini, venne eletto papa il cardinale Bartolomeo Alberto Cappellari, Prefetto della Congregazione De Propaganda Fide, che assunse il nome di Gregorio XVI. L'elezione venne annunciata dal cardinale protodiacono Giuseppe Albani.

## Sede vacante
All'inizio di novembre del 1830, papa Pio VIII, che mai godette di buona salute, cadde gravemente infermo. Il 18 non fu in grado di partecipare alla cerimonia per l'anniversario della dedicazione della Basilica vaticana. Gli apparvero fistole sul collo e sulle ginocchia, mentre il suo intero corpo si coprì di pustole e queste cominciarono a manifestarsi all'interno del petto rischiando di soffocarlo. I dottori riuscirono a tenere sotto controllo le secrezioni delle pustole, ma il 23 novembre il pontefice peggiorò tanto che il cardinal Zurda ordinò le preghiere pro summo pontifice infirmo da recitarsi in tutte le chiese. Il 28 novembre, alle 14, Pio VIII ricevette il viatico, mentre in serata gli fu impartita l'estrema unzione da Monsignor Augustoni, il sacrestano papale, alla presenza del cardinale Penitenziere maggiore Emmanuele De Gregorio e dei padri generali degli Ordini mendicanti. Dopo una breve agonia il pontefice spirò la mattina del 30 novembre all'età di 69 anni e 10 giorni, dopo un regno di un anno e 8 mesi.
Nella mattinata successiva, 1º dicembre 1830, il cardinale camerlengo Pietro Francesco Galleffi venne ufficialmente informato della morte del papa e si recò al Quirinale. Dopo le preghiere e le procedure di rito, il camerlengo accertò ufficialmente il decesso. Recitato il de profundis, il Segretario della Camera Apostolica lesse il Rogito e consegnò l'anello piscatorio al camerlengo che si apprestò a ordinare il suono della grande campana del Campidoglio affinché il popolo romano apprendesse della morte del papa.
Nella serata il cardinale Pacca, Decano del Sacro Collegio, tenne un incontro con i cardinali Dandini (per l'ordine dei preti), Albani (per l'ordine dei diaconi), Galleffi e monsignor Polidori, Segretario del Sacro Collegio in cui si stilarono le procedure per l'organizzazione del funerale di Pio VIII. Allo stesso tempo il corpo del defunto pontefice venne imbalsamato mentre le praecordia vennero sepolte come di consueto nella chiesa dei Santi Vincenzo e Anastasio a Trevi al tramonto del 3 dicembre.
Il conclave del 1830-31 si posiziona nel contesto delle rivoluzioni che nel corso del 1830 avevano sconvolto la Francia, il Belgio, la Polonia, Modena, Parma e lo stesso Stato Pontificio. Alla congregazione generale del 5 dicembre il cardinale Pacca presentò una lettera, scritta dal defunto pontefice, in cui si invitavano le truppe austriache ai confini con le legazioni per prevenire possibili disordini durante la sede vacante. Lo stesso cancelliere Metternich esprimeva viva preoccupazione per la situazione italiana, considerando la penisola il più grande focolaio della rivoluzione e una maggiore presa di coscienza degli italiani circa la lotta per l'indipendenza.
Il 10 dicembre si verificarono disordini a Roma: un gruppo di circa 400 persone penetrò nell'arsenale portando via fucili e munizioni con i quali liberò i prigionieri politici incarcerati dal governo pontificio e l'intera città cadde in sommossa. Ma il tradimento di uno dei rivoltosi permise alla polizia di procedere all'arresto dei cospiratori: il conclave cominciava in un'atmosfera di tangibile tensione e alto sospetto.
Con la morte di papa Pio VIII decaddero automaticamente nove cardinali nominati in pectore il 15 marzo 1830, ma mai svelati. Inoltre, fra la morte di Pio VIII (30 novembre 1830) e l'inizio del conclave morì uno dei cardinali, Pietro Gravina. Erano perciò 54 i porporati che avevano diritto di accedere alle votazioni. Fra di loro, 9 non parteciparono o per motivi di salute, o per lontananza.
Inizialmente i candidati più forti erano i cardinali Emmanuele De Gregorio e Bartolomeo Pacca, papabili anche nel conclave del 1829, e Giacomo Giustiniani, contro il quale però si abbatté il veto del re Ferdinando VII di Spagna.

## Le votazioni
Apparve chiaro subito che nessun candidato avrebbe potuto ottenere l'appoggio dei due terzi dei cardinali. Il principe Klemens von Metternich voleva un papa reazionario per frenare l'ondata di giacobinismo che scuoteva nuovamente l'Europa. Egli perciò propose il cardinale Vincenzo Macchi come suo candidato, ma i porporati non lo ritennero idoneo al papato.
Nel pomeriggio del 14 dicembre i 35 cardinali presenti in quel momento in Roma procedettero verso il Palazzo del Quirinale per il conclave. Nella giornata successiva, dopo la messa del Santo Spirito, si ebbe il primo scrutinio: Pacca ricevette 8 voti più 5 all’accessus, De Gregorio 12 più 3 all’accessus. Il 16 dicembre giunse il cardinale Ruffo da Napoli, mentre altri cardinali giunsero tra il 17 e il 22 dicembre compreso Gaysruck, arcivescovo di Milano.
Anche i cardinali Pedicini e Oppizoni risultarono tra i più votati nei primi giorni, ma non erano in grado di manovrare più di 18 voti. Il 20 dicembre l'ambasciatore austriaco, Graf Von Lutzow, venne ricevuto dai cardinali.
Il 28 dicembre Giustiniani ricevette sette voti più nove nell'accessus. Il 1º gennaio 1831 i cardinali ricevettero l'ambasciatore portoghese straordinario, mentre giunsero i cardinali francesi Fesch e d'Isoard, immediatamente ammessi al conclave.
Giustiniani e Pacca apparvero ancora tra i più votati nei primi giorni del 1831 e nello scrutinio del 3 gennaio ottennero rispettivamente 13 e 14 voti. ma apparve chiaro che le possibilità per Pacca di ascendere al soglio pontificio si erano spente, poiché la sua fazione aveva raggiunto il massimo dei suffragi e non riusciva a ottenere altri voti. Macchi sembrò offrire una valida alternativa ma era duramente avversato dai francesi. Il 6 gennaio Giustiniani ottenne 18 voti che salirono a 24 grazie all'accessus. Il 7 gennaio Giustiniani raggiunse i 21 suffragi, ma nel pomeriggio dell'8, prima del secondo scrutinio, il cardinale della corona Juan Marco y Catalan si alzò e recitò la lettera, ricevuta dall'ambasciatore Labrador, con la quale il re di Spagna Ferdinando VII poneva il veto contro il cardinal Giustiniani. Questi era stato nunzio in Spagna, ma era stato espulso in seguito alla rivoluzione liberale del 1827. Tornato sotto Ferdinando VII, si oppose alla successione al trono della figlia Isabella e per questo la regina Maria Cristina se ne risentì e fu fautrice del veto. Nel pomeriggio del 9 gennaio l'arcivescovo di Rouen de Croy giunse in conclave, che raggiunse così il numero di 45 partecipanti.
L'11 gennaio, per risolvere la situazione di stallo, venne proposto il nome del cardinale Cappellari, che incontrava il favore della corte austriaca, e in breve le sue quotazioni salirono: il 15 gennaio ricevette 23 voti, seguito da Macchi con 12.
Il 21 gennaio il cardinale d'Isoard, parlando per conto della corte francese, rese noto che il suo governo non avrebbe potuto accettare il cardinale Macchi come romano pontefice, senza tuttavia porre formale veto. Tuttavia l'intento ebbe effetto e il porporato perse tutte le sue pur residue possibilità di ascendere al papato. Le ragioni addotte furono la troppa vicinanza con il compromesso Luigi XVIII e con l'Austria. Il 22 gennaio giunse in conclave il cardinale Ribera, arcivescovo metropolita di Toledo.
Il 29 gennaio risultò che la fazione di De Gregorio, che supportava il cardinal Benvenuti, controllava 18 voti, mentre quella del cardinal Pacca ne controllava 22. Tuttavia apparve chiaro che non sarebbero riusciti a smuovere ulteriori voti né tantomeno a puntare sui propri candidati, ormai bruciati nei precedenti tentativi. L'Austria intanto, per mezzo del proprio ambasciatore, esercitava pressioni affinché venisse eletto un candidato che risultasse accondiscendente data la delicata situazione italiana. Accantonata l'ipotesi del cardinal Albani, duramente avversata dalla fazione di De Gregorio, si raggiunse un compromesso su Cappellari, già ben indicato dagli austriaci a patto che nominasse alla Segreteria di Stato un conservatore e favorevole all'Austria. 
Nel tardo pomeriggio del 2 febbraio, all'83º scrutinio, Cappellari venne infine eletto con 32 voti e assunse il nome di Gregorio XVI. Dopo 62 giorni la sede vacante venne finalmente occupata.
Fu l'ultimo conclave che elesse un papa non vescovo (Cappellari dovette infatti essere consacrato vescovo subito dopo l'elezione).

## Lista dei partecipanti

### Presenti in conclave
| Nome                                            | Paese                      | Titolo | Ruolo | Nascita    | Concistoro |
| ----------------------------------------------- | -------------------------- | --- | --- | ---------- | ---------- |
| Bartolomeo Pacca                                | Regno delle Due Sicilie    | Cardinale vescovo di Ostia                                                                                     | Decano del Collegio Cardinalizio; Pro-Datario di Sua Santità; Segretario della Congregazione della Romana e Universale Inquisizione; Arciprete della Basilica di San Giovanni in Laterano | 23/12/1756 | 23/02/1801 |
| Benedetto Colonna Barberini di Sciarra          | Stato Pontificio           | Cardinale presbitero di Santa Maria sopra Minerva                                                              | Maestro di Camera emerito della Corte Pontificia | 22/10/1788 | 02/10/1826 |
| Louis-François-Auguste de Rohan-Chabot          | Regno di Francia           | Cardinale presbitero della Santissima Trinità al Monte Pincio                                                  | Arcivescovo metropolita di Besançon | 29/02/1788 | 05/07/1830 |
| Tommaso Bernetti                                | Stato Pontificio           | Cardinale diacono di San Cesareo in Palatio                                                                    | Pro-Segretario di Stato emerito di Sua Santità | 20/12/1779 | 02/10/1826 |
| Carlo Odescalchi                                | Stato Pontificio           | Cardinale presbitero dei Santi XII Apostoli                                                                    | Prefetto della Congregazione dei Vescovi e Regolari | 05/03/1785 | 10/03/1823 |
| Tommaso Riario Sforza                           | Regno delle Due Sicilie    | Cardinale diacono di Santa Maria in Domnica                                                                    | Legato apostolico di Forlì | 08/01/1782 | 10/03/1823 |
| Giacomo Filippo Fransoni                        | Regno di Sardegna          | Cardinale presbitero di Santa Maria in Ara Coeli                                                               | Prefetto della Congregazione dell'Immunità Ecclesiastica | 10/12/1775 | 02/10/1826 |
| Ludovico Micara, O.F.M.Cap.                     | Stato Pontificio           | Cardinale presbitero dei Santi Quattro Coronati                                                                | Ministro generale emerito dell'Ordine dei Frati Minori Cappuccini | 12/10/1775 | 20/12/1824 |
| Gustave-Maximilien-Juste de Croÿ-Solre          | Regno di Francia           | Cardinale presbitero di Santa Sabina                                                                           | Grande Elemosiniere di Francia; Arcivescovo metropolita di Rouen | 12/09/1773 | 21/03/1825 |
| Thomas Weld                                     | Regno Unito                | Cardinale presbitero di San Marcello                                                                           | Vescovo coadiutore emerito di Kingston | 22/01/1773 | 15/03/1830 |
| Giorgio Doria Pamphilj Landi                    | Stato Pontificio           | Cardinale presbitero di Santa Cecilia                                                                          | Prefetto della Congregazione per le Indulgenze e le Sacre Reliquie; Gran Priore di Roma del Sovrano Militare Ordine di Malta                                                              | 17/11/1772 | 08/03/1816 |
| Juan Francisco Marco y Catalán                  | Regno di Spagna            | Cardinale diacono di Sant'Agata alla Suburra                                                                   | Governatore emerito di Roma; Vice-Camerlengo emerito della Camera Apostolica | 24/10/1771 | 15/12/1828 |
| Pietro Francesco Galleffi                       | Stato Pontificio           | Cardinale vescovo di Porto, Santa Rufina e Civitavecchia                                                       | Arciprete della Basilica di San Pietro in Vaticano; Presidente della Fabbrica di San Pietro; Camerlengo di Santa Romana Chiesa; Sottodecano del Collegio Cardinalizio                     | 27/10/1770 | 11/07/1803 |
| Vincenzo Macchi                                 | Stato Pontificio           | Cardinale presbitero dei Santi Giovanni e Paolo                                                                | Nunzio apostolico emerito in Francia | 30/08/1770 | 02/10/1826 |
| Antonio Pallotta                                | Stato Pontificio           | Cardinale presbitero di San Silvestro in Capite                                                                | Legato a latere di Campagna e Marittima | 23/02/1770 | 10/03/1823 |
| Giacomo Giustiniani                             | Stato Pontificio           | Cardinale presbitero dei Santi Marcellino e Pietro                                                             | Arcivescovo-vescovo di Imola | 20/12/1769 | 02/10/1826 |
| Carlo Maria Pedicini                            | Regno delle Due Sicilie    | Cardinale vescovo di Palestrina                                                                                | Prefetto della Congregazione dei Riti | 02/11/1769 | 10/03/1823 |
| Karl Kajetan von Gaisruck                       | Impero austriaco           | Cardinale presbitero di San Marco                                                                              | Arcivescovo metropolita di Milano | 07/08/1769 | 27/09/1824 |
| Carlo Oppizzoni                                 | Regno Lombardo-Veneto      | Cardinale presbitero di San Bernardo alle Terme Diocleziane                                                    | Arcivescovo metropolita di Bologna | 15/04/1769 | 26/03/1804 |
| Giacinto Placido Zurla, O.S.B.Cam.              | Regno Lombardo-Veneto      | Cardinale presbitero di Santa Croce in Gerusalemme                                                             | Vicario generale di Sua Santità per la Diocesi di Roma; Prefetto della Congregazione per la Residenza dei Vescovi; Prefetto della Congregazione degli Studi                               | 02/04/1769 | 10/03/1823 |
| Domenico De Simone                              | Regno delle Due Sicilie    | Cardinale diacono di Sant'Angelo in Pescheria                                                                  | Maestro di Camera emerito della Corte Pontificia | 29/11/1768 | 15/03/1830 |
| Cesare Nembrini Pironi Gonzaga                  | Stato Pontificio           | Cardinale presbitero di Sant'Anastasia                                                                         | Vescovo di Ancona e Numana | 27/11/1768 | 27/07/1829 |
| Giovanni Francesco Falzacappa                   | Stato Pontificio           | Cardinale vescovo di Albano                                                                                    | Prefetto del Supremo Tribunale della Segnatura Apostolica | 07/04/1767 | 10/03/1823 |
| Joachim-Jean-Xavier d'Isoard                    | Regno di Francia           | Cardinale presbitero di San Pietro in Vincoli                                                                  | Arcivescovo metropolita di Auch | 23/10/1766 | 25/06/1827 |
| Raffaele Mazzio                                 | Stato Pontificio           | Cardinale presbitero di Santa Maria in Trastevere                                                              | Canonista emerito della Penitenzieria Apostolica; Assessore emerito della Congregazione della Romana e Universale Inquisizione                                                            | 24/10/1765 | 15/03/1830 |
| Bartolomeo Alberto Mauro Cappellari, O.S.B.Cam. | Regno Lombardo-Veneto      | Cardinale presbitero di San Callisto                                                                           | Prefetto della Congregazione di Propaganda Fide, eletto papa | 18/09/1765 | 21/03/1825 |
| Giovanni Antonio Benvenuti                      | Stato Pontificio           | Cardinale presbitero dei Santi Quirico e Giulitta                                                              | Vescovo di Osimo; Vescovo di Cingoli | 16/05/1765 | 02/10/1826 |
| Pedro Inguanzo Rivero                           | Regno di Spagna            | Cardinale presbitero di San Tommaso in Parione                                                                 | Arcivescovo metropolita di Toledo | 22/12/1764 | 20/12/1824 |
| Belisario Cristaldi                             | Stato Pontificio           | Cardinale diacono di Santa Maria in Portico Campitelli                                                         | Rettore emerito dell'Università "La Sapienza"; Tesoriere generale emerito della Camera Apostolica; Camerlengo del Collegio Cardinalizio                                                   | 11/07/1764 | 02/10/1826 |
| Joseph Fesch                                    | Regno di Francia           | Cardinale presbitero di San Lorenzo in Lucina; Cardinale presbitero in commendam di Santa Maria della Vittoria | Arcivescovo metropolita di Lione | 03/01/1763 | 17/01/1803 |
| Antonio Domenico Gamberini                      | Stato Pontificio           | Cardinale presbitero di Santa Prassede                                                                         | Vescovo di Orvieto | 31/10/1760 | 15/12/1828 |
| Ercole Dandini                                  | Stato Pontificio           | Cardinale presbitero di Santa Balbina                                                                          | Prefetto della Congregazione del Buon Governo | 25/07/1759 | 10/03/1823 |
| Pietro Caprano                                  | Stato Pontificio           | Cardinale presbitero dei Santi Nereo e Achilleo                                                                | Prefetto della Congregazione dell'Indice dei Libri Proibiti | 28/02/1759 | 02/10/1826 |
| Emmanuele De Gregorio                           | Regno delle Due Sicilie    | Cardinale vescovo di Frascati; Cardinale presbitero in commendam dei Santi Bonifacio e Alessio                 | Archimandrita del Santissimo Salvatore; Prefetto della Congregazione del Concilio; Penitenziere Maggiore                                                                                  | 18/12/1758 | 08/03/1816 |
| Agostino Rivarola                               | Regno di Sardegna          | Cardinale diacono di Santa Maria ad Martyres                                                                   | Prefetto della Congregazione delle Acque | 14/03/1758 | 01/10/1817 |
| Giuseppe Morozzo Della Rocca                    | Regno di Sardegna          | Cardinale presbitero di Santa Maria degli Angeli                                                               | Arcivescovo-vescovo di Novara | 12/03/1758 | 08/03/1816 |
| Fabrizio Sceberras Testaferrata                 | Impero britannico          | Cardinale presbitero di Santa Pudenziana                                                                       | Arcivescovo-vescovo di Imola | 01/04/1757 | 08/03/1816 |
| Tommaso Arezzo                                  | Granducato di Toscana      | Cardinale vescovo di Sabina; Cardinale presbitero in commendam di San Lorenzo in Damas                         | Vice-Cancelliere di Santa Romana Chiesa | 16/12/1756 | 08/03/1816 |
| Giovanni Battista Bussi                         | Stato Pontificio           | Cardinale presbitero di San Pancrazio fuori le mura                                                            | Arcivescovo metropolita di Benevento | 23/01/1755 | 03/05/1824 |
| Antonio Maria Frosini                           | Ducato di Modena e Reggio  | Cardinale diacono di Santa Maria in Cosmedin                                                                   | Prefetto della Congregazione per le Indulgenze e le Sacre Reliquie | 08/09/1751 | 10/03/1823 |
| Ignazio Nasalli-Ratti                           | Ducato di Parma e Piacenza | Cardinale presbitero di Sant'Agnese fuori le mura                                                              | Nunzio apostolico emerito in Svizzera | 07/10/1750 | 25/06/1827 |
| Giuseppe Albani                                 | Stato Pontificio           | Cardinale diacono di Santa Maria in Via Lata                                                                   | Cardinale protodiacono; Cardinale Segretario di Stato di Sua Santità; Segretario dei Brevi Apostolici; Archivista e Bibliotecario di Santa Romana Chiesa                                  | 13/09/1750 | 23/02/1801 |
| Luigi Ruffo Scilla                              | Regno delle Due Sicilie    | Cardinale presbitero di San Martino ai Monti                                                                   | Arcivescovo metropolita di Napoli; Cardinale protopresbitero | 25/08/1750 | 23/02/1801 |
| Cesare Guerrieri Gonzaga                        | Regno Lombardo-Veneto      | Cardinale diacono di Sant'Adriano al Foro                                                                      | Prefetto della Congregazione del Censo | 02/03/1749 | 27/09/1819 |
| Benedetto Naro                                  | Stato Pontificio           | Cardinale presbitero di San Clemente                                                                           | Prefetto della Congregazione della Disciplina dei Regolari; Arciprete della Basilica Liberiana di Santa Maria Maggiore                                                                    | 26/07/1744 | 08/03/1816 |

### Assenti in conclave
| Nome                                        | Paese                      | Titolo                                           | Ruolo                                                     | Nascita    | Concistoro |
| ------------------------------------------- | -------------------------- | ------------------------------------------------ | --------------------------------------------------------- | ---------- | ---------- |
| Rodolfo Giovanni d'Asburgo-Lorena           | Impero austriaco           | Cardinale presbitero di San Pietro in Montorio   | Arcivescovo metropolita di Olomouc                        | 08/01/1788 | 04/06/1819 |
| Francisco Javier de Cienfuegos y Jovellanos | Regno di Spagna            | Cardinale presbitero                             | Arcivescovo metropolita di Siviglia                       | 12/03/1766 | 13/03/1826 |
| Jean-Baptist-Marie-Anne-Antoine de Latil    | Regno di Francia           | Cardinale presbitero di San Sisto                | Arcivescovo metropolita di Reims                          | 06/03/1761 | 13/03/1826 |
| Alexander Rudnay Divékújfalusi              | Regno d'Ungheria           | Cardinale presbitero                             | Arcivescovo metropolita di Strigonio                      | 04/10/1760 | 02/10/1826 |
| Teresio Ferrero della Marmora               | Regno di Sardegna          | Cardinale presbitero                             | Vescovo emerito di Saluzzo                                | 15/10/1757 | 27/09/1824 |
| Patrício da Silva, O.E.S.A.                 | Regno del Portogallo       | Cardinale presbitero                             | Patriarca di Lisbona                                      | 15/10/1756 | 27/09/1824 |
| Cesare Brancadoro                           | Stato Pontificio           | Cardinale presbitero di Sant'Agostino            | Arcivescovo metropolita di Fermo                          | 28/08/1755 | 23/02/1801 |
| Giovanni Caccia Piatti                      | Regno di Sardegna          | Cardinale diacono dei Santi Cosma e Damiano      | Prefetto del Supremo Tribunale della Segnatura Apostolica | 08/03/1751 | 08/03/1816 |
| Bonaventura Gazola, O.F.M.Ref.              | Ducato di Parma e Piacenza | Cardinale presbitero di San Bartolomeo all'Isola | Vescovo di Montefiascone; Vescovo di Corneto              | 21/04/1744 | 03/05/1824 |